# Embrik Strand
Embrik Strand (Ål, 2 giugno 1876 – Riga, 3 novembre 1947) è stato un entomologo e aracnologo norvegese naturalizzato lettone.

## Biografia
Ha studiato all'Università di Oslo, dove divenne curatore delle collezioni entomologiche norvegesi dal 1901 al 1903. Nel periodo 1898-1903 fu suo compito anche girare per la Norvegia al fine di impinguare queste collezioni. Dal 1903 al 1907 si spostò in varie università tedesche (Marburgo, Stoccarda, Tubinga e Francoforte) per approfondire gli studi e la conoscenza dei ragni che monopolizzarono quasi i suoi studi; nel 1907 iniziò a lavorare per il Museum für Naturkunde di Berlino, dove rimase per ben 16 anni. Nel 1923 accettò l'incarico di professore di zoologia presso l'Università della Lettonia a Riga dove ne diresse il dipartimento di zoologia e idrobiologia fino alla morte.
Autore di numerose pubblicazioni sugli insetti e soprattutto sui ragni, Strand descrisse anche centinaia di nuove specie. Ha curato, dal 1910 al 1929, la rivista Archiv für Naturgeschichte e nel 1928 fondò Folia zoologica and hydrobiologica, rivista che riportava tutti gli studi effettuati nel suo dipartimento. Nel celebrare il giubileo della sua attività, diede alle stampe un'opera in tre volumi in cui erano elencate tutte le specie da lui descritte.
Il naturalista Pierre Bonnet indica, nella sua opera Bibliographia araneorum, che un gran numero di nuovi taxa è stato dedicato a Strand, con tante possibili variazioni del suo nome: Strandella, Embrikiellus, Embrik-Strandella, ecc. D'altro canto, nella stessa opera gli rimprovera di aver ridenominato specie già descritte da altri, anche per questo è riuscito a raggiungere il numero di 1700 taxa nuovi solo di ragni.

## Denominati in suo onore
- Cispius strandi Caporiacco, 1947, ragno (Pisauridae)
- Firmicus strandi Caporiacco, 1947, ragno (Thomisidae)
- Hamataliwa strandi (Lessert, 1923), ragno (Oxyopidae)
- Heteropoda strandi Jäger, 2002, ragno (Sparassidae)
- Hyaenosa strandi Caporiacco, 1940, ragno (Lycosidae)
- Parazilia strandi Lessert, 1938, ragno (Tetragnathidae)
- Pterotricha strandi Spassky, 1936, ragno (Gnaphosidae)
- Sitticus strandi Kolosváry, 1934, ragno (Salticidae)
- Idastrandia Strand, 1929, ragno (Salticidae) (in onore della moglie Ida Strand)

## Lista delle pubblicazioni
È stato un autore molto prolifico: la lista delle pubblicazioni al 1918, dopo solo un ventennio di attività, già superava i 1200 titoli.

## Collezioni
Le sue collezioni di insetti e ragni della Norvegia sono conservate al museo zoologico dell'Università di Oslo. I suoi olotipi sono al Deutsches Entomologisches Institut e al Museum für Naturkunde di Berlino.